# Parupeneus ciliatus
 Parupeneus ciliatus és una espècie de peix de la família dels múl·lids i de l'ordre dels perciformes.

## Morfologia
Els mascles poden assolir els 38 cm de longitud total.

## Distribució geogràfica
Es troba des de l'oest de l'Índic fins a les Illes Marqueses, les Tuamotu, el sud del Japó, Austràlia i l'Illa de Pasqua.